# Finis ton assiette !
Finis ton assiette ! est un jeu de société de Pierre-Nicolas Lapointe édité chez Cocktailgames.
Le jeu est présenté dans une petite boîte métallique.
Pour 2 à 4 joueurs à partir de 5 ans.

## Règle du jeu

### But du jeu
Être le premier à finir tout ce qu'il y a sur les assiettes devant soi.

### Matériel
- 14 cartes « assiette »
- 27 cartes « fourchette »
- 2 cartes spéciales assiette en plus
- 3 cartes spéciales échange d’assiette
- 2 cartes règle

### Principe
Chaque joueur pose trois cartes « assiette » devant lui, et prend quatre cartes « fourchettes » en main. Chacun son tour, les joueurs piochent une carte, puis jouent une de leurs propres cartes. Il est possible de poser une carte « fourchette » sous une carte « assiette » si celle-ci montre des « fourchettes » de la même couleur. Dès qu'un joueur a posé suffisamment de fourchettes sous une assiette, l'assiette est finie et la carte défaussée.
Le jeu comporte également des cartes spéciales qui permettent d'embêter un peu les autres joueurs.

### Fin de partie et vainqueur
Le premier joueur qui a fini toutes ses assiettes gagne la partie !